# Anişoara Oprea
Anişoara Oprea (Bacău, 12 febbraio 1977) è una tuffatrice rumena.
Ha rappresentato la nazionale della Romania nel concorso dei tuffi dalla piattaforma 10 metri ai Giochi olimpici estivi di Atlanta 1996 e Sydney 2000, concludendo rispettivamente al ventiduesimo e trentaseiesimo posto in classifica.

## Palmarès
- Campionati europei giovanili di nuoto

Istanbul 1993: bronzo nella piattaforma 10 m - Donne - categoria "A"
Ginevra 1993: bronzo nella piattaforma 10 m - Donne - categoria "A"